# Гоклений, Рудольф (младший)

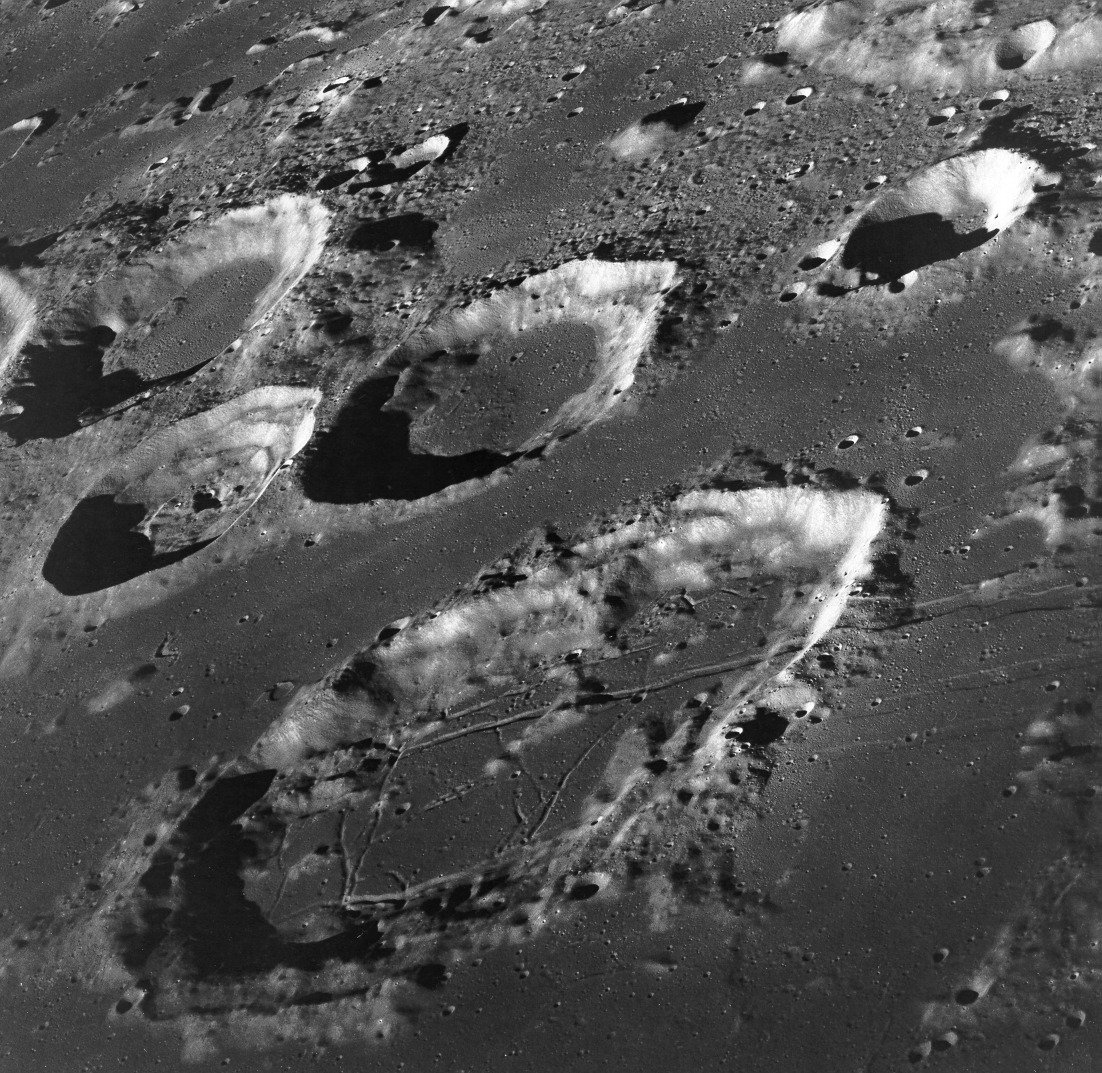
Лунный кратер (внизу), названный в честь Гокления

Рудольф Гоклений Младший (нем. Rudolf Goclenius der Jüngere; 22 августа 1572, Виттенберг — 3 марта 1621, Марбург) — немецкий учёный, врач, педагог, профессор Марбургского университета.

## Биография
Старший сын Рудольфа Гоклениуса, физика, логика, математика. Поступил в Марбургский университет в возрасте 15 лет. Получил степень магистра в 1591 году. В 1601 году стал врачом, руководил недавно основанной гимназии в Бюдинге, служил личным врачом (archiatrus) Вольфганга Эрнста I, графа Изенбург-Бюдингенского. В 1608 году был назначен профессором физики, астрономии и арифметики в Марбургском университете. Впоследствии, занял там же кафедру медицины (1611) и математики (1612).
Как врач работал над лекарствами от чумы. Прославился своими исследованиями над исцелением с помощью «оружейной мази» или симпатического порошка. 
В 1608 году вышел его трактат «De magnetica vulnerum curatione» о различных способах лечения («Oratio quavulnus non applicato etiam remedio, citra ullum dolorem curari naturaliter posse», второе издание вышло в 1613 году под названием «Tractatus novus de magnetica vulnerum curatione»). В разделе, посвящённом usnea, Гоклений пытался оспорить обвинение в «суеверном» характере этого вида лечения, подвергая сомнению само понятие суеверия, анализируя ритуалы Католической церкви. В своём небольшом трактате Гоклений формулирует эклектическое объяснение принципа действия «оружейной мази»: её действие объясняется наличием связи между всеми вещами, осуществляемой посредством Духа Божия. В магической вселенной Гокления действенны амулеты, и с помощью манипуляций с растениями и камнями можно достигать чудесных результатов. В своих представлениях Гоклений не следует традиции Аристотеля и схоластов, и в своей «более тонкой» философии развивает пантеистические идеи неоплатоников и Николая Кузанского. Соответственно этому, лечебная сила мази имеет небесное происхождение, и переносится с оружия в рану посредством духа. В заключение он заявляет, что «лечение не ложное, а магическое, и мошенники те, кто заявляет, что всякая магия это суеверие и ложь».
Умер в Марбурге. Его отец написал стихотворение по случаю его смерти.